# برانکو زینایا
برانکو زینایا (کرواتی: Branko Zinaja; ۲۸ سپتامبر ۱۸۹۵ – ۲۰ سپتامبر ۱۹۴۹) بازیکن فوتبال اهل یوگسلاوی بود.
وی همچنین در تیم ملی فوتبال یوگسلاوی بازی کرده‌است.